# Campeonato Paraguayo de Fútbol 1912
El Campeonato Paraguayo de Fútbol de 1912 fue la sexta edición del principal torneo de fútbol de Paraguay.
Para el campeonato de primera división de Paraguay se puso en juego la "Copa El Diario", trofeo que entregó el diario del mismo nombre. Cuatro equipos participaron en el torneo que se jugó en un sistema de dos rondas todos contra todos, siendo el equipo con más puntos al final de las dos rondas el campeón. 
El torneo fue disputado por 4 equipos, debido a la aparición de la Liga Centenario.
El campeón del torneo fue el Club Olimpia, quienes se coronaron el día 1 de septiembre obteniendo su primer campeonato en la competencia.
Durante está temporada y hasta 1917 la liga convivió con la Liga Centenario un torneo formado por clubes disidentes y no inscritos en el Campeonato Paraguayo.

## Desarrollo

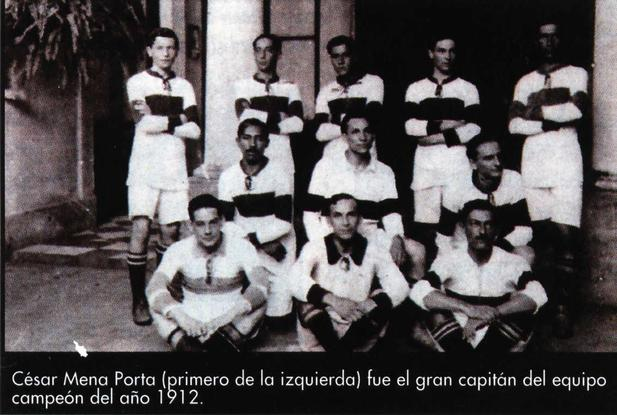
Plantel de Olimpia, vencedor del torneo de 1912.

|  | Campeón.    |
|  | Descendido. |

| Equipo                |
| --------------------- |
| Club Olimpia          |
| Club Nacional         |
| Club Sol de América   |
| Club Presidente Hayes |

| Bandera de Paraguay  |
| Campeón Club Olimpia |
| Primer título        |